# Ostra Góra (Karniowice)
Ostra Góra – wzgórze o wysokości 435.2m n.p.m. Znajduje się na Wyżynie Olkuskiej na północno-zachód od miejscowości Karniowice w województwie małopolskim. Jest to drugie pod względem wysokości wzniesienie Pagórów Myślachowickich. Na zalesionej, grzbietowej partii wzgórza w 1959 roku utworzono Rezerwat przyrody Ostra Góra o powierzchni 7,59 ha.